# Solenodonota
Solenodonota – podrząd ssaków z rzędu owadożerów (Eulipotyphla) w obrębie nadrzędu Laurasiatheria.

## Zasięg występowania
Podrząd obejmuje gatunki występujące na Haiti i Kubie.

## Podział systematyczny
Do podrzędu należą następujące współczesne rodziny:
- Nesophontidae Anthony, 1916 – ryjkowate – takson wymarły po 1500 roku
- Solenodontidae Gill, 1872 – almikowate